# Родольфи, Бруно
Ренато Бруно Родольфи (исп. Renato Bruno Rodolfi; 26 апреля 1915, провинция Мендоса — 27 апреля 1998) — аргентинский футболист, центральный полузащитник.

## Карьера
Бруно Родольфи начал карьеру в молодёжном составе клуба «Химнасия и Эсгрима». В возрасте 16 лет он начал выступать за основной состав команды. В первый же год он помог команде выиграть чемпионат Мендосы, в котором клуб выиграл 13 матчей, 4 свёл вничью и ни одной встречи не проиграл. Годом позже клуб остался на втором месте, но в 1933 году вновь одержал победу в чемпионате региона. В 1934 году представитель клуба «Ривер Плейт» приехал в Мендосу для просмотра игрока клуба Роберто Ираньеты. Футболист понравился клубу, и ему был предложен контракт, однако отец Ираньеты отказал сыну в переходе. «Ривер», чтобы не уезжать без футболистов из Мендосы, был вынужден подписать другого игрока «Химнасии» — Бруно Родольфи, заплатив за трансфер футболиста пять тысяч песо.
13 мая 1934 года Родольфи дебютировал в составе «Ривер Плейта» в матче, в котором его команды выиграла со счётом 1:0. В 1936 году Бруно помог команде выиграть чемпионат и Золотой кубок страны. Годом позже «Ривер» вновь стал сильнейшей командой Аргентины, правда футболист выпал из стартового состава команды, уступив Хосе Минелье. С 1941 Родольфи вновь стал игроком основного состава команды, а клуб дважды подряд становился чемпионом страны. Наибольшую славу футболист приобрёл после суперкласико 1941 года, когда он полностью закрыл лидера «Боки Хуниорс» Хайме Сарлангу.
В июле 1944 года пятнадцать аргентинских игроков отправились на заработки в Мексику. Родольфи был среди них, заключив контракт с «Пуэблой». В первый же год он выиграл серебряные медали чемпионата Мексики и завоевал кубок страны. Там он играл ещё три года. Также Бруно выступал за клуб «Атлас» в 1947 году во время турне «Расинга» по Мексике. В конце того же года Рудольфи возвратился в «Ривер Плейт», где провёл сезон в качестве дублёра Нестора Росси. По завершении первенства 1948 года Бруно принял решение завершить карьеру. Всего за «Ривер» Родольфи провёл 170 матчей и забил 5 голов.
Завершив игровую карьеру, Родольфи стал работать тренером. Он возглавлял клуб «Чакарита Хуниорс» в 1966 году, тренировал в 1960 году клуб «Эстудиантес». С клубом «Индепендьенте Ривадавия» Родольфи в 1967 году выиграл чемпионат Мендосы. С 1965 по 1966 год Бруно тренировал «Пуэблу».

## Международная статистика
| Матчи Бруно Родольфи за сборную Аргентины | Матчи Бруно Родольфи за сборную Аргентины | Матчи Бруно Родольфи за сборную Аргентины | Матчи Бруно Родольфи за сборную Аргентины | Матчи Бруно Родольфи за сборную Аргентины | Матчи Бруно Родольфи за сборную Аргентины | Матчи Бруно Родольфи за сборную Аргентины |
| ----------------------------------------- | ----------------------------------------- | ----------------------------------------- | ----------------------------------------- | ----------------------------------------- | ----------------------------------------- | ----------------------------------------- |
| №                                         | Дата                                      | Место проведения                          | Оппонент                                  | Счёт                                      | Голы                                      | Турнир                                    |
| 1                                         | 10 октября 1937                           | Монтевидео                                | Уругвай                                   | 3:0                                       | —                                         | Кубок Липтона                             |
| 2                                         | 11 ноября 1937                            | Буэнос-Айрес                              | Бразилия                                  | 5:1                                       | —                                         | Кубок Липтона                             |
| 3                                         | 15 января 1939                            | Рио-де-Жанейро                            | Бразилия                                  | 5:1                                       | —                                         | Кубок Рока                                |
| 4                                         | 22 января 1939                            | Рио-де-Жанейро                            | Бразилия                                  | 2:3                                       | Гол                                       | Кубок Рока                                |
| 5                                         | 13 августа 1939                           | Асунсьон                                  | Парагвай                                  | 1:0                                       | —                                         | Кубок Шевалье Бутеля                      |
| 6                                         | 15 августа 1939                           | Асунсьон                                  | Парагвай                                  | 2:2                                       | —                                         | Кубок Шевалье Бутеля                      |
| 7                                         | 2 марта 1940                              | Буэнос-Айрес                              | Чили                                      | 4:1                                       | —                                         | Кубок президента Чили                     |
| 8                                         | 9 марта 1940                              | Буэнос-Айрес                              | Чили                                      | 3:2                                       | —                                         | Кубок президента Чили                     |
| 9                                         | 12 августа 1942                           | Монтевидео                                | Уругвай                                   | 1:1                                       | —                                         | Кубок Липтона                             |

## Достижения
- Чемпион Аргентины: 1936, 1937, 1941, 1942
- Обладатель Кубка Альдао: 1936, 1937, 1941
- Обладатель Кубка Карлоса Ибаргурена: 1937, 1941, 1942
- Обладатель Кубка Липтона: 1937, 1942
- Обладатель Кубка Рока: 1939
- Обладатель Кубка Шевалье Бутеля: 1939
- Обладатель Кубок президента Чили: 1940
- Обладатель Кубка Адриана Эскобара: 1941
- Обладатель Кубка Мексики: 1944/1945